# Frappe aérienne de la prison de Sa'dah en 2022
Ne doit pas être confondu avec Frappe aérienne de la prison de Sa'dah en 2025.
La frappe aérienne de la prison de Sa'dah de 2022 est survenue le 21 janvier 2022 lorsqu'une frappe aérienne a frappé une prison à Sa'dah, au Yémen, tuant au moins 87 personnes et en blessant 266 autres,,.

## Frappe aérienne
Des avions de chasse de la coalition militaire saoudienne ont bombardé une prison de fortune dans le gouvernorat de Sa'dah, tuant au moins 140 prisonniers. Les personnes tuées et blessées dans l'attaque sont toujours sauvées des décombres et une aide médicale est fournie. Selon le rapport, 2500 prisonniers étaient présents dans la prison au moment de l'attaque alors que les opérations de sauvetage se poursuivent sur le site. Il est rapporté que la coalition militaire saoudienne a pris pour cible le bâtiment adjacent au centre de communication de la province de Sa'dah.

## Conséquences
S'adressant aux médias, le gouverneur de Sa'dah a déclaré que nos hôpitaux sont actuellement pleins de cadavres et de blessés alors que le gouvernorat, ainsi que le pays, a un besoin urgent de toutes sortes d'équipements médicaux, y compris des médicaments et en ce moment, nous avons le plus besoin de sang.